# Indonesia en los Juegos Olímpicos de Pekín 2008
Indonesia estuvo representada en los Juegos Olímpicos de Pekín 2008 por un total de 24 deportistas, 15 hombres y 9 mujeres, que compitieron en 7 deportes.
El portador de la bandera en la ceremonia de apertura fue el regatista Oka Sulaksana.

## Medallistas
El equipo olímpico indonesio obtuvo las siguientes medallas:
| Nombre                        | Deporte      | Competición  |
| ----------------------------- | ------------ | ------------ |
| Oro                           |              |              |
| Markis Kido Hendra Setiawan   | Bádminton    | Dobles M     |
| Plata                         |              |              |
| Liliyana Natsir Nova Widianto | Bádminton    | Dobles mixto |
| Bronce                        |              |              |
| Maria Kristin Yulianti        | Bádminton    | Individual F |
| Raema Lisa Rumbewas           | Halterofilia | 53 kg F      |
| Eko Yuli Irawan               | Halterofilia | 56 kg M      |
| Triyatno                      | Halterofilia | 62 kg M      |